# 광명로 (안동시)
광명로(光明路)는 경상북도 안동시 옥동에서 안동시 태화동을 연결하는 도로이다. 산 중턱에 건설되어 경사와 굴곡이 심한 편이다.

## 주요 경유지
- 옥동 7주공 아파트
- 하나은행 안동지점
- 국민연금공단 안동지사
- 태화치안센터

## 주요 교차도로
- 하이마로
- 경동로
- 서동문로